# Baba Sissoko
Baba Sissoko (Bamako, 8 marzo 1963) è un musicista maliano griot e polistrumentista, uno dei maggiori esponenti di musica etnica e jazz, da anni impegnato nella diffusione della tradizione musicale del Mali in ambito internazionale.

## Biografia
Da tempo collabora con diversi musicisti che, a partire dall'approccio tradizionale del jazz, hanno spostato la loro ricerca verso le radici più pure, riscoprendo le origini africane di tutta la "musica nera": blues, jazz e soul.
Un esempio virtuoso di questa nuova tendenza e, forse, la prima pietra miliare di un nuovo corso è rappresentato dall'album di Dee Dee Bridgewater "Red Earth", in cui la meravigliosa cantante statunitense va alla ricerca delle proprie radici musicali in un viaggio (reale ed ideale) nella terra rossa del Mali (da cui il titolo dell'album). A questo progetto Sissoko collabora come musicista (accompagnando Dee Dee in una lunga e favolosa tournée mondiale) e come autore: è infatti suo il brano "Dee Dee", da Sissoko scritto e cantato, in un favoloso rincorrersi delle voci di Dee Dee e di Mamani Keita.
Sissoko non è nuovo a questo genere di jazz. Già nel suo incontro con Famoundou Don Moyè e Art Ensemble of Chicago ha avuto modo di mescolare l'Amadran (origine del blues, secondo molti ricercatori) con il jazz e il blues. Il culmine di questo mix è fissato in due album, "Bamako Chicago Express" del 2002 e "Reunion" del 2003, che vedono Sissoko come special guest. Nel 2005, un altro progetto jazz di Sissoko si concretizza nell'album Boiokan.
Il progetto musicale di Baba Sissoko passa per le sue ultime due produzioni: Djekafo e Bamako Jazz.
Djekafo, uscito nel 2006, è la sintesi della collaborazione e dell'unione (djekafo, appunto, in Bambara) tra Sissoko e alcuni tra i migliori musicisti Maliani. In quest'album, pieno di rimandi tradizionali e di rapimenti in atmosfere incantate, il virtuosismo di Baba con il suo 'ngoni e la sua esuberanza con l'inseparabile tamani spiccano in brani come "Masaya", "Mama Yo" (che è davvero irresistibile) e "Djana".
Bamako Jazz, uscito nel 2007, riunisce il pensiero Jazz di Sissoko che, accompagnato al piano da Fabian Fiorini, al sax tenore da Jeroen Van Herzeele, alla tromba da Laurent Blondiau, al basso da Reggie Washington e alla percussioni e batteria da Reynaldo Hernandez, propone tutto il suo migliore repertorio facendo dialogare tutti gli strumenti in un rincorrersi di suggestioni che a volte diventano addirittura plastiche (come, ad esempio, in "Mali Foli"). L'album, impreziosito dalla voce di Mamani Keita, propone un crescendo di armonia nel brano "Bamako Jazz" in cui l'Africa sbarca in Sud America e viceversa (pregevolissimi alcuni dei passaggi di Reynaldo Hernandez) e rapisce l'ascoltatore con un'accattivante improvvisazione tama/piano.
Il 2008 è caratterizzato dalla partecipazione di Sissoko al magnifico album di Omar Sosa "Afreecanos" e al successivo World Tour che tocca le principali capitali del mondo.
Nel 2009, Sissoko impreziosisce la sua produzione musicale grazie all'album "Culture Griot", in cui le sue composizioni, sostenute dalla band Black Machine (sette raffinati musicisti Maliani rigorosamente dediti a suoni tradizionali) si fondono con l'avant-garde della jazz band belga Aka Moon. Nel febbraio 2010, l'album riceve dalla rivista Mixed World Music Magazine il prestigioso riconoscimento di miglior album di musica world realizzato in Belgio nel 2009. Sempre nel 2009, Baba si fa promotore del Bamako Jazz festival e porta in tour il progetto "Mali Mali". Il 12 dicembre, a Bamako (Mali), Baba Sissoko è insignito della prestigiosa onorificenza Maliana, il Tamani d'Onore d'Oro, per il progetto "Mali Mali", riconosciuto come migliore iniziativa culturale del 2009.
A fine 2009, Baba Sissoko è in studio a comporre e registrare nuovi brani: tra questi, vedono la luce due composizioni, "Bibisa" e "Kele" che - nelle loro versioni originali, colpiscono per l'estrema semplicità della struttura e per la potenza di coinvolgimento che suscitano nei collaboratori a cui Baba fa ascoltare le sue ultime composizioni. "Kele", poi, colpisce i primi ascoltatori per l'ispirazione poetica (una testo di denuncia dei danni della guerra, sulle persone inermi, sui senza voce). Emerge prepotentemente l'idea di proporre alcuni di questi brani in uno stile che possa più facilmente arrivare ad un pubblico non abituato alla sola purezza dell'Amadra e dell'afro-blues. Il periodo di elaborazioni e confronti sfocia nel connubio con la folk-rock band Il Pozzo di San Patrizio e nel meraviglioso progetto "The Eyes over the World", prodotto da Francesco Marra nel 2010: non solo un semplice esperimento di fusione di afro-beat e folk-rock, ma un vero e proprio inno alla Vita e alle esperienze che la Vita ci chiama a vivere. L'album contiene otto brani, di cui due - "Mistico ritorno - Yala" e "Il fuoco alla finestra" - sono riarrangiamenti di brani de Il Pozzo di San Patrizio, mentre negli altri sei l'ascoltatore può immediatamente riconoscere le strutture care a Baba Sissoko, impreziosite da nuovi arrangiamenti in cui il tocco geniale di Dario De Nicola e degli altri musicisti de Il Pozzo di San Patrizio emerge pienamente. La delicatezza del suono dei flauti di Antonella Manzo (sua anche la voce in "Il fuoco alla finestra"), i giri di fisarmonica e la caratteristica voce di Dario De Nicola, nonché la genialità del clarinetto di Alessandro De Marino (uno dei maestri dell'utilizzo degli effetti a pedale accoppiati al clarinetto, che ha caratterizzato il sound de Il Pozzo di San Patrizio e che collabora con sperimentatori del calibro di Luca Urbani e Nicodemo) si sposano con tutto il repertorio magistrale di Baba Sissoko, in un progetto da ascoltare in salotto e da gustare live.
Nel 2022 Lorenzo Jovanotti coinvolge Baba Sissoko nelle date del Jova Beach Party in Calabria.

## Discografia essenziale
- 1995 Taman Kan - Taman Kan
- 1999 Djana
- 2000 Live in Studio - con Taman Kan
- 2004 Djelyia
- 2004 Folk Bass Spirit Suite con Famondou Don Moye & Maurizio Capone
- 2005 Bolokan con Baba Sissoko Trio
- 2006 Djekafo
- 2007 Bamako Jazz - con Baba Sissoko Jazz Ensemble
- 2009 "Culture Griot" - con Aka Moon & Back Machine
- 2010 "The Eyes Over the World" - con Il Pozzo di San Patrizio
- 2013 "Sahel"
- 2013 "Baba et sa maman"
- 2014 "Tchiwara"
- 2015 "Three Gees"
- 2017 "Mediterranean Blues"
- 2019 "Amadran"
- 2019 "Sissoko & Sissoko" - con Ballaké Sissoko
- 2020 "Bolokan" - con Baba Sissoko Trio (Aldo Vigorito, Piero de Asmundis)
- 2020 "Folk Bass Spirit Suit" - con Famoudou Don Moye e Maurizio Capone

### Collaborazioni (come ospite speciale)
- Famoudou Don Moye, Bamako Chicago Express, 2002, special guest Baba Sissoko
- Art Ensemble of Chicago, Reunion, 2003, special guest Baba Sissoko
- Maak's Spirit & Gnawa Ensemble, Al Majmàa, 2004, special guest Baba Sissoko
- Enzo Avitabile & Bottari, Tarantella Bruna, feat. Baba Sissoko, in “Salvamm'o munno”, 2004
- Mamady Keita & Sewa Kan, Live At Couleur Cafe, 2005, special guest Baba Sissoko
- Miguel Anga Diaz, "Tume Tume", feat. Baba Sissoko, in Echu Mingua, 2005
- Chris Joris & Bob Stewart, Rainbow Country, 2006, special guest Baba Sissoko
- Dee Dee Bridgewater, "Dee Dee", faet. Baba Sissoko and Mamani Keita, in Red Earth, 2006
- Eloi Bodimont & Fanfare de Moncourt, Mali Mali, special guest Baba Sissoko, 2007
- Omar Sosa, "Afreecanos", feat. Baba Sissoko 2008
- Afrocubism, "Dakan", feat Baba Sissoko in "Afrocubism", 2010

### Collaborazioni (come musicista)
- Ami Koita, Songs of praise, 1993
- Habib Koité & Bamada, Muso ko, 1995
- Lokua Kanza, 3, 1998
- Boubacar kar kar Traoré, Macirè, 1998
- Habib Koité & Bamada, Maya, 1998
- Rokia Traoré, Mouneissa, 1998
- Dedalus, Dedalus, 1999
- Dedalus, Ciroma, 2000
- Rokia Traoré, Bowmboi, 2003
- Miguel Anga Diaz, Echu Mingua, 2005
- Dee Dee Bridgewater, Red Earth, 2006
- Cheick Tidiane Seck, "Sabaly", 2008
- Stephane Huchard, "African Tribute to Art Blakey", 2008
- Kasse Mady Diabaté, "Mande Djeli Kan", 2009
- Bassekou Kouyate, "I Speak Fula", 2009
- Classica Orchestra Afrobeat, "Regard Sur Le Passé", 2014

### Compilations (con composizioni di Baba Sissoko)
- Mother Africa, Adam and Eve, 2003, containing “Moko”
- “Tiankoura”, 2004, containing "Djarabi" and "Se soir à Bankoni" (Sissoko – Moye)